# Elaphoglossum vepriferum
Elaphoglossum vepriferum är en träjonväxtart som beskrevs av Holtt. Elaphoglossum vepriferum ingår i släktet Elaphoglossum och familjen Dryopteridaceae. Inga underarter finns listade.